# Feurs
Feurs település Franciaországban, Loire megyében. Lakosainak száma 8370 fő (2022. január 1.). Feurs Valeille, Chambéon, Civens, Cleppé, Poncins, Saint-Laurent-la-Conche, Salt-en-Donzy és Salvizinet községekkel határos.

## Népesség
A település népességének változása:
| Lakosok száma | 6628 | 8012 | 7803 | 7380 | 7937 | 8056 | 8173 | 8302 | 8352 | 8370 |
|               | 1968 | 1982 | 1990 | 2006 | 2013 | 2015 | 2017 | 2019 | 2020 | 2022 |